# Gibraltar (Boyacá)
Gibraltar es un centro poblado bajo jurisdicción del municipio de Cubará en el departamento de Boyacá. El centro poblado se encuentra muy cerca a la cabecera municipal, cuenta con una población de 700 personas, es conocido también como Tunebia por la gran cantidad de indígenas U'wa que se encontraban en esta zona anteriormente.
Tiene un clima cálido la mayor parte del año y cuenta con la cobertura de dos ríos y varias quebradas, su economía se basa en la ganadería y la agricultura, cuenta con un colegio de carácter público, donde funciona también primaria, sumado a eso están también las sedes de las distintas veredas que rodean dicho territorio.

## División territorial
Además, del centro poblado de Gibraltar. Tiene bajo su área de influencia las veredas: Cedeño, Agua Blanca, Solón Wilches, La Barrosa, Mundo Nuevo, La Bóngota y Cubugón La Pista.

## Vías de comunicación
- Aéreas: por medio  del municipio de Saravena en Arauca ofrece este servicio a tan solo 45 minutos.
- Terrestres: Gibraltar se comunica con Arauca a través de la Carretera de la Soberanía siendo su primera ciudad de encuentro Saravena al oriente. En sentido al occidente, comunica con los centros poblados Samoré y San Bernardo de Bata; Además de los municipios de Toledo y Pamplona. La única vía de acceso directo al resto de Boyacá es a través de Güicán, durante un recorrido de veinticuatro horas por camino de herradura o tres días aproximadamente de jornada a caballo.
- Fluviales: Gibraltar se comunica con Venezuela a través del río Arauca principalmente por medio de canoas.

## Historia
Aunque territorialmente pertenece Boyacá. Hasta julio de 2022, el departamento de Norte de Santander a través del municipio de Toledo discutió esta zona debido a la explotación de gas natural que se encuentra ejecutando allí, y que transporta gas hacia la ciudad de Bucaramanga.
Hasta que mediante resolución 750 del 11 de julio de 2022, la Agencia Nacional de Hidrocarburos decidió confirmar que la administración, control, uso y destinación del 99% de los ingresos de regalías producto de la explotación del yacimiento de gas de Gibraltar le corresponden al municipio boyacense.

## Exploración petrolera y de gas natural
En 2001 se comenzó con esta exploración, se perforaron los pozos Gibraltar 1 y 2, localizados en Gibraltar, con resultados positivos que abrieron una nueva frontera exploratoria en Colombia, en el sector más norte del piedemonte llanero.
Los programas exploratorios desarrollados hasta ahora por Ecopetrol S.A. y las distintas compañías petroleras tratan de encontrar depósitos de petróleo y gas en esta área, y los hallazgos registrados con Gibraltar 1 y 2 se convierten en un motivo para seguir explorando la zona, con el fin de confirmar si las reservas allí encontradas pueden ser producidas de manera comercial.
En marzo de 2007 se inició con la exploración de un tercer pozo petrolero.
En el caso del Gas natural, se comenzó la exploración en el 2008 dando frutos, debido a eso se tuvo que crear un gasoducto, el trazado de Gibraltar-Bucaramanga cuenta con 178 kilómetros, una tubería de doce pulgadas de diámetro, la cual tiene la capacidad de transportar 42 millones de pies cúbicos día, de los cuales 12 millones son consumidos por Bucaramanga, quedando 30 millones para ser ofrecidos al resto del país, por estar lejos del sistema nacional de transporte para conectarlo a esta red, fue necesario construir un gasoducto que atravesara la cordillera Oriental.